# Saxon (Band)
Saxon ist eine 1979 in Barnsley (Yorkshire, England) gegründete Heavy-Metal-Band. Als Vorreiter der New Wave of British Heavy Metal hatte sie Anfang der 1980er Jahre eine kurze Phase mit Top-40-Platzierungen in den britischen Charts und auch Erfolg im restlichen Europa und in Japan.

## Bandgeschichte

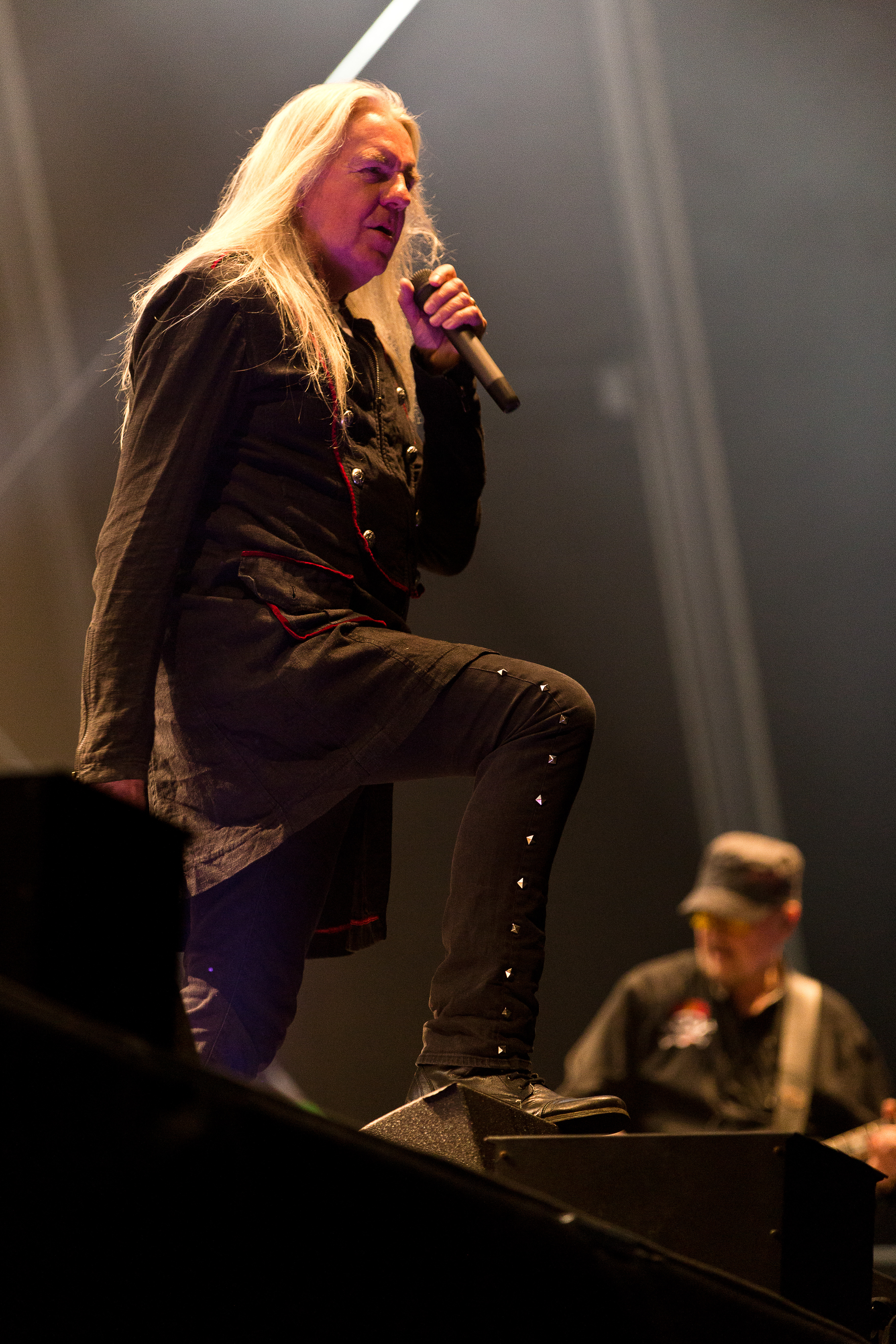
Sänger Peter „Biff“ Byford, 2016

Saxon entstand 1976 in South Yorkshire unter dem Namen Son of a Bitch. Die Gründungsmitglieder waren Peter „Biff“ Byford (Gesang), Paul Quinn, Graham Oliver (beide Gitarre), Steve Dawson (Bass) und Pete Gill (Schlagzeug). Graham Oliver und Steve Dawson spielten damals in einer Gruppe namens SOB und vereinigten sich mit Coast, der Band von Paul Quinn und Biff Byford. Unter diesem Namen tourte man unter anderem mit der Ian Gillan Band. Später benannte sich die Formation von Son of a Bitch in Saxon (Englisch für „Sachse“) um und begleitete bekanntere Gruppen wie Motörhead auf deren Tourneen.
1979 unterschrieb die Band einen Vertrag bei Carrere und veröffentlichte im selben Jahr ihr Debütalbum unter dem Titel Saxon. 1980 folgten Wheels of Steel mit den Singles Wheels of Steel und 747 (Strangers in the Night) sowie das nächste Studioalbum Strong Arm of the Law mit der gleichnamigen Single. Der Charterfolg setzte sich mit Singles vom nächsten Album Denim and Leather fort. Zu diesem Zeitpunkt stand Saxon an der Spitze der New Wave of British Heavy Metal (NWoBHM). Nach dem Album Denim and Leather verließ Schlagzeuger Pete Gill die Band und wurde durch Nigel Glockler ersetzt. Das erste Konzert in Deutschland fand am 23. August 1980 in Neunkirchen am Brand statt.
Eine lange Serie von Headliner-Touren durch Großbritannien setzte den Erfolg fort, in den US-Markt konnten sie jedoch nie vordringen. Im Vorprogramm der Band spielte unter anderem die Gruppe Metallica zu Beginn ihrer Karriere. 1982 kam das Livealbum The Eagle Has Landed auf den Markt. Das 1983 veröffentlichte Album Power & the Glory nahm die Band in den USA mit Jeff Glixman, dem Produzenten von unter anderem Kansas und Gary Moore auf. Mit dem Album Crusader von 1984 versuchte die Band, ihre Musik stärker auf wirtschaftliche Interessen auszurichten. Der kommerzielle Erfolg blieb aus, ein Teil der ursprünglichen Fans ging durch diese Stiländerung verloren, und statt des erhofften Durchbruchs kam der Einbruch. Nach dem Weggang des Bassisten Steve Dawson kam  Paul Johnson in die Band.
Die nächsten Alben erreichten zwar noch die britischen Albumcharts, jedoch mit zunehmend schlechterer Platzierung, Destiny (1988) war bis 2013 das letzte Album, das die Charts in der Heimat von Saxon erreichte. Auf diesem Album spielte statt Nigel Glockler der Schlagzeuger Nigel Durham. Glockler trat der Band GTR bei. Der Wechsel wurde jedoch kurze Zeit später wieder rückgängig gemacht. Bassist Paul Johnson verließ die Band und wurde durch den 22-jährigen Tim „Nibbs“ Carter ersetzt.
Daraufhin ging die Band auf Welttour, die u. a. durch Paraguay, Mexiko, Brasilien, Uruguay, Neuseeland und mit Manowar durch Deutschland führte. 1989 wurde während der Tour das Livealbum Rock 'n' Roll Gypsies veröffentlicht, das in Ungarn aufgenommen wurde. 1990 folgte das Livealbum Greatest Hits Live, das in Nottingham mitgeschnitten wurde. 1991 und 1992 erschienen in dieser Besetzung die Alben Solid Ball of Rock und Forever Free, die nur in Deutschland Erfolg hatten.
Nach dem Album Dogs of War 1995 verließ Graham Oliver die Band, um mit Steve Dawson und Pete Gill die Band Son of a Bitch zu reformieren. Diese veröffentlichten 1996 das Debütalbum Victim You. Bei Saxon kam für Oliver Doug Scarratt. Dieser ist auf dem Album Unleash the Beast von 1997 erstmals auf einem Studioalbum zu hören. 1996 erschien bereits das Livealbum The Eagle Has Landed – Part II. 1997 und 1998 folgten die Livealben Donnington: The Live Tracks und BBC Sessions / Live at Reading Festival '86.
Während der Aufnahmen zum Album Metalhead, das 1999 rauskam, verließ Nigel Glockler erneut die Band und wurde durch den Deutschen Fritz Randow ersetzt. Dieser spielt fast die komplette Endversion des Albums. Auch das 2001 erschienene Album Killing Ground ist in dieser Besetzung aufgenommen. In dieser Zeit wollten die Ex-Mitglieder Oliver und Dawson die Namensrechte für Saxon einklagen. Byford und Quinn gewannen jedoch den Prozess. So wurde die Band Son of a Bitch, die Pete Gill inzwischen wieder verlassen hatte, in Oliver/Dawson Saxon umbenannt.
Für das Album Lionheart (2004) und die Tour wurde Jörg Michael verpflichtet, da sich Fritz Randow auf Victory konzentrieren wollte. 2005 kehrte Nigel Glockler erneut zurück. 2006 kam das Livealbum The Eagle Has Landed – Part III in die Läden. Im März 2007 erschien das Album The Inner Sanctum. Die Tour zu diesem Album wurde mit Masterplan und Hellfueled bestritten. Im selben Jahr kam die dazugehörige DVD To Hell And Back Again auf den Markt. Daraufhin veröffentlichte Biff Byford seine Biografie Saxon – Never Surrender (Or Nearly Good Looking). 2008 war die Band nach 30 Jahren erneut mit Motörhead auf Tour.
Bereits im Januar 2009 folgte mit Into The Labyrinth ein neues Album. Die Tour dazu wurde mit Iced Earth bestritten. 2011 erschien mit Heavy Metal Thunder - The Movie ein Film der Band und ein neues Album namens Call to Arms. 2012 kam das Livealbum Heavy Metal Thunder – Live – Eagles Over Wacken heraus, das aus alten Wacken-Open-Air-Konzerten zusammengestellt wurde.
2013 erschien das Album Sacrifice. Ein Jahr später folgte das Livealbum St. George’s Day Sacrifice: – Live in Manchester. Im Dezember 2014 erlitt Schlagzeuger Nigel Glockler eine Hirnblutung, woraufhin eine Großbritannien-Tour verschoben werden musste. Daraufhin musste Glockler wegen eines lebensbedrohlichen Hirn-Aneurysmas operiert werden. Nachdem eine erste Operation keinen Erfolg erzielt hatte, konnte er im Frühjahr 2015 das Krankenhaus verlassen. Als Ersatzschlagzeuger wurde Sven Dirkschneider (Sohn von Ex-Accept-Sänger Udo Dirkschneider) verpflichtet. Nach Glocklers Rückkehr veröffentlichte die Band ihr 21. Studioalbum Battering Ram.
Im Laufe der Zeit besann sich die Band zwar wieder auf ihre Wurzeln, trat jedoch nie mehr richtig aus dem Schatten anderer NWoBHM-Größen wie Iron Maiden oder Judas Priest heraus. Dennoch konnte sie eine solide Fangemeinde zurückgewinnen, sodass sie heute auf Festivals meist als einer der Hauptacts genannt wird.
Seit den Terroranschlägen von Paris am 13. November 2015 verkauft die Band ein T-Shirt zu Ehren des ehemaligen Merchandise Managers Nick Alexander, der bei dem Massaker im Bataclan-Theater ums Leben kam. Der komplette Erlös des T-Shirts, das einen Reiter zeigt, der die Fahne Liberté, Égalité, Fraternité trägt, geht in voller Höhe an die Hinterbliebenen von Alexander.
In den folgenden Jahren veröffentlichte die Band verschiedene Livealben und 2017 das Album Classics Re-Recorded, für das Saxon die beliebtesten Songs der Band neu aufnahm. Der auf dem Album Thunderbolt von 2018 erschienene Song They Played Rock And Roll wurde dem 2015 verstorbenen Motörhead Frontsänger und Bassisten Lemmy Kilmister gewidmet. 2021 veröffentlichte Saxon das Coveralbum Inspirations.
Das 2022 erschienene Album Carpe Diem erhielt gute Kritiken. Saxon erreichte mit diesem Album ihre beste Chartplatzierung in Deutschland, Österreich und in der Schweiz. In ihrem Heimatland erreichte die Band ihre höchste Chartplatzierung seit 1983. Zugleich startete Saxon ihre Seize the Day-Tour.
Aus dem März 2023 erschienenen Coveralbum More Inspirations wurde die Single The Faith Healer, ein Alex Harvey-Song, ausgekoppelt. Im März 2023 kündigte Saxon an, dass Paul Quinn seine Liveaktivitäten stark einschränken werde. Ab Sommer 2023 werde ihn Brian Tatler live ersetzen. Quinn bleibt jedoch Mitglied der Band und wird auf möglichen weiteren Studioalben mitwirken.

## Stil und Rezeptionen

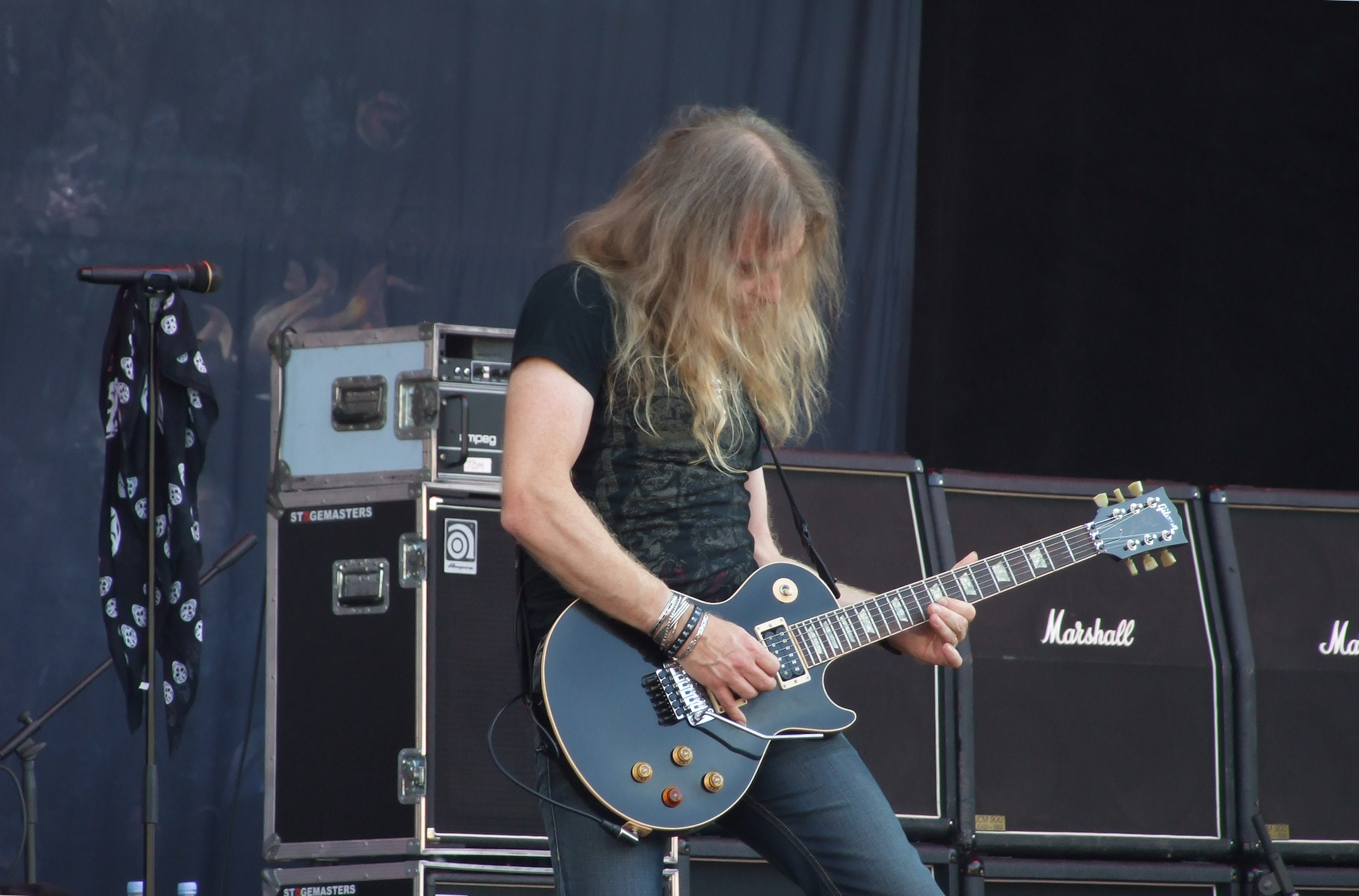
Gitarrist Doug Scarratt, 2011

Mit ihren Frühwerken gehörte die Band „zur Speerspitze der NWOBHM, die Anfang der Achtziger die eingerostete Hardrock-Szene aufmischte“. Eduardo Rivadavia von Allmusic bezeichnete das Debüt Saxon als „Ruhe vor dem Sturm“ und „Kostümprobe“ für die späteren Erfolge; da ihre Plattenfirma Carrere nicht gewusst habe, wie sie einen Heavy-Metal-Klang auf Band festhalten könne, deute das Album Saxons wahre Persönlichkeit, Stärke und ihr kompositorisches Potential mit Liedern wie Judgement Day, Militia Guard und Stallions of the Highway, der ersten ihrer zahlreichen Rocker-Hymnen, nur an. Die Eröffnung des Albums mit dem progressive-rock-lastigen Rainbow Theme/Frozen Rainbow und die glam-rock-lastigen, an T. Rex erinnernden Stücke Big Teaser und Still Fit to Boogie lassen laut Rivadavia an der musikalischen Ausrichtung zweifeln. Er bezeichnete das Debüt als enttäuschend.
Fenriz von der norwegischen Band Darkthrone hingegen erklärte im Magazin Rock Hard: „Wenn ich mir was wünschen könnte, würden DARKTHRONE wie die coolen Saxon-Songs vom ersten Album klingen - aber das ist ja unmöglich. Fuck!“ Biff Byford geht davon aus, dass „einige unserer besten Texte auf unserem ersten Album sind, weil ich früher noch die meisten Texte selbst geschrieben habe. Dann entschieden wir uns dazu, bei einigen Songs eine demokratischere Arbeitsweise einzuführen“. Byfords Interesse für den Krieg entsprechend, hat die Band ihm zufolge „immer gute Songs über den Krieg geschrieben“.
Frank Albrecht vom Rock Hard bezeichnet einen Teil des Materials auf Wheels of Steel als „echt brutal […]. ‚Freeway Mad‘, ‚Street Fighting Gang‘ oder das alles zermalmende ‚Machine Gun‘ mit seinem Dauer-Doublebass-Sperrfeuer waren im Prinzip nichts anderes als roher Speed Metal. Den Gegenpol dazu bildeten einfühlsame, melodiöse Hymnen wie ‚Suzie Hold On‘ und ‚747 (Strangers In The Night)‘.“ Letzteres handelt von einer Notlandung. Rivadavia bezeichnete Motorcycle Man als eine der Signaturhymnen der New Wave of British Heavy Metal und als Proto-Speed-Metal-Klassiker, der ebenso wie Freeway Mad und das Titellied erneut Rocker-Themen behandelt. Quorthon von der schwedischen Band Bathory gab an, die Grundlage des Lieds Woman of Dark Desires vom Album Under the Sign of the Black Mark aus Saxons Machine Gun gestohlen zu haben. Er bezeichnete die Alben Wheels of Steel und Strong Arm of the Law als stark unterbewertet.
Wenngleich das auf letzterem enthaltene Heavy Metal Thunder einer der ersten Liedtitel mit den Worten Heavy Metal ist, kam ihr die Band Holocaust mit dem bereits im Januar 1980 veröffentlichten Heavy Metal Mania zuvor, da Strong Arm of the Law im September 1980 veröffentlicht wurde. Im Titellied behandelte die Band ihre Erfahrungen mit der Verkehrspolizei auf ihrer ersten US-Tournee und in Dallas 1 PM die Ermordung von John F. Kennedy. Rivadavia bezeichnet Hungry Years als ausdruckslos, und das Album habe weniger Höhepunkte als der Vorgänger; allerdings sei es für viele Anhänger und Kritiker das definitive Saxon-Album, das wie der Vorgänger in kaum einer Liste der zehn besten NWoBHM-Alben fehlen dürfte.
Als unverzichtbar bezeichnete Albrecht auch die folgenden Alben Denim and Leather und Power & the Glory; bei ersterem stimme „nun wirklich alles: Alleine der Opener ‚Princess Of The Night‘ (vielleicht der größte Band-Hit aller Zeiten) raubt einem den Atem - genau wie ‚Never Surrender‘, ‚And The Bands Played On‘ und die unsterbliche Hymne an die eigenen Fans, das Titelstück, unersetzliche Bestandteile eines SAXON-Konzerts sind.“ Er hob auch Midnight Rider hervor, in dessen Text Byford die Erinnerung an die erste US-Tournee textlich verarbeitete. Bei Power & the Glory hob Albrecht den „fast schon thrashigen“ Titel This Town Rocks hervor.
Die Band entwickelte sich „eine Weile in Richtung Mainstream“; mit Crusader und Innocence Is No Excuse näherte die Band sich optisch wie musikalisch dem in Europa ankommenden Glam-Metal-Trend aus den USA an. Crusader enthielt laut Albrecht außer dem Titellied viel mittelmäßiges Material. Innocence Is No Excuse hingegen bezeichnete er als empfehlenswert; die Produktion sei „etwas arg amerikanisch ausgefallen. Vor allem der Drumsound erinnert stark an diese beschissenen, künstlichen und aufgeblasenen Produktionen, die damals vor allem Def Leppard fuhren.“ Ansonsten handle es sich um eine „formidable Platte“, auf der die Band „melodiöser als jemals zuvor“ spiele und mit Rock ‘n’ Roll Gypsy, Back on the Streets und Call of the Wild „ganz großartiges Radiofutter“ liefere. Während die frühen Alben mit einem schnelleren Stück endeten, tendierte die Band später dazu, „gegen Ende etwas mit der Geschwindigkeit herunterzugehen“.
Für Destiny schrieb Byford wieder eigene Texte. „Die Gefühle sind tiefer, viel persönlicher. Wenn die ganze Band ihren Teil dazu beiträgt, ist es weitaus schwieriger, einen Song zusammenzustellen, versteht Du?“ Destiny enthält neben dem Cover Ride Like the Wind mit Where the Lightning Strikes ein Lied über „eine Reise durch das Leben. […] Es geht um das Schicksal eines jeden einzelnen, egal ob Du nun Journalist oder Bergbauarbeiter bist.“ Mit Can’t Wait Anymore ist ein Liebeslied enthalten, das von einem Partner handelt, „der/die Dir eine ganze Reihe von Schwierigkeiten bereitet“, wohingegen das Byfords Vater gewidmete Calm Before the Storm von den Kohleminen in Yorkshire, den Fischerei-Flotten und Ökologie handelt.
S.O.S. handelt vom Untergang der Titanic und spielt auf die Menschheit an, die an die Stabilität des Schiffes glaubte, womit die Band die Botschaft übermitteln will, „daß wir nichts als selbstverständlich hinnehmen sollen“. Song for Emma bezieht sich auf ein Mädchen, das die Band in den USA kennenlernte und das Suizid verübte. For Whom the Bell Tolls handelt von der Berliner Mauer, die damals noch stand und deren Einsturz Byford begrüßt hätte. Der Titel We Are Strong soll laut Byford „nicht protzig klingen, wir wollen damit nur ausdrücken, daß wir als eine Gruppe stark sind. […] Viele Leute haben geglaubt, daß wir nichts mehr machen würden, weil man so lange nichts von uns gehört hatte. Dabei haben wir die ganze Zeit über gearbeitet, wir waren nur nicht in den Medien.“
Jericho Siren handelt von den Bombenangriffen auf Polen im Zweiten Weltkrieg. Red Alert handelt von Tschernobyl; zum Zeitpunkt des GAU befand die Band sich in Polen nahe der sowjetischen Grenze, wurde jedoch von niemandem über den Vorfall informiert, bis sie wieder in Großbritannien angekommen war. Insgesamt ist Destiny Byford zufolge „ein Album […], dassich [sic!] ganz langsam aufbaut; das heißt, daß es Atmosphäre hat. Aus diesem Grund haben wir auch nicht alle schnellen Songs auf die erste, sondern einige auch auf die zweite Seite gepackt.“ An die frühen Alben anknüpfend, endet es wieder mit einem schnellen Stück.

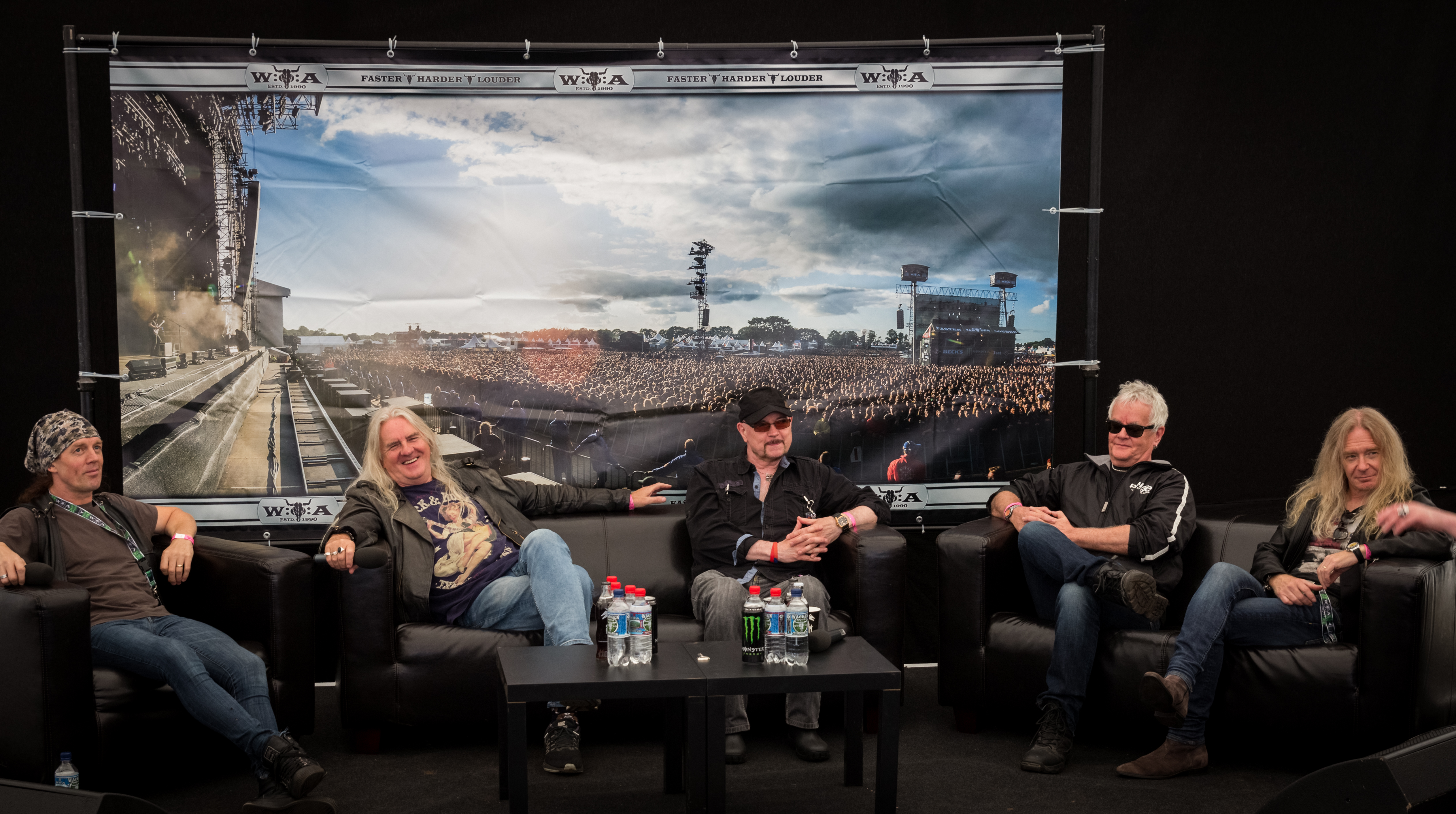
Saxon, 2016

1990 kehrte die Band laut Albrecht „wieder auf den rechten schwermetallischen Pfad“; seitdem sei sie „ein fester Bestandteil unserer Szene“. „Auch und gerade live“ sei sie „nicht zuletzt dank ihres außergewöhnlichen Frontmanns Biff und ihrem Hang zu ausufernden, mehrstündigen Sets eine absolute Bank“.

## Diskografie
Studioalben

| Jahr | Titel Musiklabel                             | Höchstplatzierung, Gesamtwochen, AuszeichnungChartplatzierungen (Jahr, Titel, Musiklabel, Platzierungen, Wochen, Auszeichnungen, Anmerkungen) | Höchstplatzierung, Gesamtwochen, AuszeichnungChartplatzierungen (Jahr, Titel, Musiklabel, Platzierungen, Wochen, Auszeichnungen, Anmerkungen) | Höchstplatzierung, Gesamtwochen, AuszeichnungChartplatzierungen (Jahr, Titel, Musiklabel, Platzierungen, Wochen, Auszeichnungen, Anmerkungen) | Höchstplatzierung, Gesamtwochen, AuszeichnungChartplatzierungen (Jahr, Titel, Musiklabel, Platzierungen, Wochen, Auszeichnungen, Anmerkungen) | Höchstplatzierung, Gesamtwochen, AuszeichnungChartplatzierungen (Jahr, Titel, Musiklabel, Platzierungen, Wochen, Auszeichnungen, Anmerkungen) | Anmerkungen                                                 |
| Jahr | Titel Musiklabel                             | DE | AT | CH | UK | US | Anmerkungen                                                 |
| ---- | -------------------------------------------- | --- | --- | --- | --- | --- | ----------------------------------------------------------- |
| 1979 | Saxon Carrere Records                        | — | — | — | — | — | Erstveröffentlichung: 21. Mai 1979                          |
| 1980 | Wheels of Steel Carrere Records              | — | — | — | UK5 Gold · (29 Wo.)UK | — | Erstveröffentlichung: 3. April 1980 Verkäufe: + 100.000     |
| 1980 | Strong Arm of the Law Carrere Records        | — | — | — | UK11 Gold · (13 Wo.)UK | — | Erstveröffentlichung: 1. September 1980 Verkäufe: + 100.000 |
| 1981 | Denim and Leather Carrere Records            | DE37 (7 Wo.)DE | — | — | UK9 Silber · (11 Wo.)UK | — | Erstveröffentlichung: 25. September 1981 Verkäufe: + 60.000 |
| 1983 | Power & the Glory Carrere Records            | DE28 (9 Wo.)DE | — | — | UK15 (9 Wo.)UK | US155 (10 Wo.)US | Erstveröffentlichung: 21. März 1983                         |
| 1984 | Crusader Carrere Records                     | DE20 (12 Wo.)DE | — | CH26 (1 Wo.)CH | UK18 (7 Wo.)UK | US174 (5 Wo.)US | Erstveröffentlichung: 30. Januar 1984                       |
| 1985 | Innocence Is No Excuse Parlophone / EMI      | DE33 (6 Wo.)DE | — | — | UK36 (4 Wo.)UK | US130 (8 Wo.)US | Erstveröffentlichung: September 1985                        |
| 1986 | Rock the Nations EMI                         | DE44 (4 Wo.)DE | — | — | UK34 (3 Wo.)UK | US149 (6 Wo.)US | Erstveröffentlichung: August 1986                           |
| 1988 | Destiny EMI                                  | DE45 (5 Wo.)DE | — | CH28 (3 Wo.)CH | UK49 (2 Wo.)UK | — | Erstveröffentlichung: März 1988                             |
| 1991 | Solid Ball of Rock CBH / Virgin              | DE23 (12 Wo.)DE | — | CH28 (3 Wo.)CH | — | — | Erstveröffentlichung: Januar 1991                           |
| 1992 | Forever Free CBH / Virgin                    | DE58 (8 Wo.)DE | — | — | — | — | Erstveröffentlichung: Mai 1992                              |
| 1995 | Dogs of War CBH / Virgin                     | DE55 (8 Wo.)DE | — | CH43 (1 Wo.)CH | — | — | Erstveröffentlichung: September 1995                        |
| 1997 | Unleash the Beast CBH / Virgin               | DE61 (5 Wo.)DE | — | — | — | — | Erstveröffentlichung: 1997                                  |
| 1999 | Metalhead SPV / Steamhammer                  | DE40 (2 Wo.)DE | — | — | — | — | Erstveröffentlichung: 9. November 1999                      |
| 2001 | Killing Ground SPV / Steamhammer             | DE26 (2 Wo.)DE | — | — | — | — | Erstveröffentlichung: 25. September 2001                    |
| 2004 | Lionheart SPV / Steamhammer                  | DE44 (2 Wo.)DE | — | CH62 (2 Wo.)CH | — | — | Erstveröffentlichung: 20. September 2004                    |
| 2007 | The Inner Sanctum SPV / Steamhammer          | DE36 (3 Wo.)DE | — | CH89 (1 Wo.)CH | — | — | Erstveröffentlichung: 5. März 2007                          |
| 2009 | Into the Labyrinth SPV / Steamhammer         | DE23 (4 Wo.)DE | AT53 (2 Wo.)AT | CH61 (1 Wo.)CH | — | — | Erstveröffentlichung: 9. Januar 2009                        |
| 2011 | Call to Arms UDR                             | DE18 (3 Wo.)DE | AT55 (1 Wo.)AT | CH37 (2 Wo.)CH | — | — | Erstveröffentlichung: 3. Juni 2011                          |
| 2013 | Sacrifice UDR                                | DE14 (2 Wo.)DE | AT54 (1 Wo.)AT | CH51 (1 Wo.)CH | UK87 (1 Wo.)UK | — | Erstveröffentlichung: 1. März 2013                          |
| 2015 | Battering Ram UDR                            | DE12 (3 Wo.)DE | AT34 (1 Wo.)AT | CH21 (2 Wo.)CH | UK50 (1 Wo.)UK | — | Erstveröffentlichung: 16. Oktober 2015                      |
| 2018 | Thunderbolt Silver Lining Music              | DE5 (6 Wo.)DE | AT18 (1 Wo.)AT | CH6 (6 Wo.)CH | UK29 (1 Wo.)UK | — | Erstveröffentlichung: 2. Februar 2018                       |
| 2021 | Inspirations Silver Lining Music             | DE10 (2 Wo.)DE | AT27 (1 Wo.)AT | CH12 (2 Wo.)CH | UK56 (1 Wo.)UK | — | Erstveröffentlichung: 19. März 2021 Coveralbum              |
| 2022 | Carpe Diem Silver Lining Music               | DE3 (5 Wo.)DE | AT7 (2 Wo.)AT | CH4 (5 Wo.)CH | UK17 (1 Wo.)UK | — | Erstveröffentlichung: 4. Februar 2022                       |
| 2023 | More Inspirations Silver Lining Music        | DE30 (1 Wo.)DE | AT63 (1 Wo.)AT | CH23 (1 Wo.)CH | — | — | Erstveröffentlichung: 24. März 2023 Coveralbum              |
| 2024 | Hell, Fire and Damnation Silver Lining Music | DE4 (3 Wo.)DE | AT4 (2 Wo.)AT | CH4 (6 Wo.)CH | UK19 (1 Wo.)UK | — | Erstveröffentlichung: 19. Januar 2024                       |

grau schraffiert: keine Chartdaten aus diesem Jahr verfügbar